# Rui Vaz
Rui Vaz é uma aldeia a noroeste da ilha de Santiago, em Cabo Verde. Localiza-se cerca 20 km a noroeste da capital nacional de Cabo Verde, Praia, situado-se na Caminho de São Domingos e Cidade Velha.
Nesta localidade é que fica a antena de comunicações de Cabo Verde, devido à sua elevada altitude.

## Povoações próximas
- Pico, nordeste
- João Vareia, leste